# Бруххаузен (Зибенгебирге)
Бруххаузен (нем. Bruchhausen) — община в Германии, в земле Рейнланд-Пфальц. 
Входит в состав района Нойвид. Подчиняется управлению Ункель.  Население составляет 913 человек (на 31 декабря 2010 года). Занимает площадь 2,58 км².

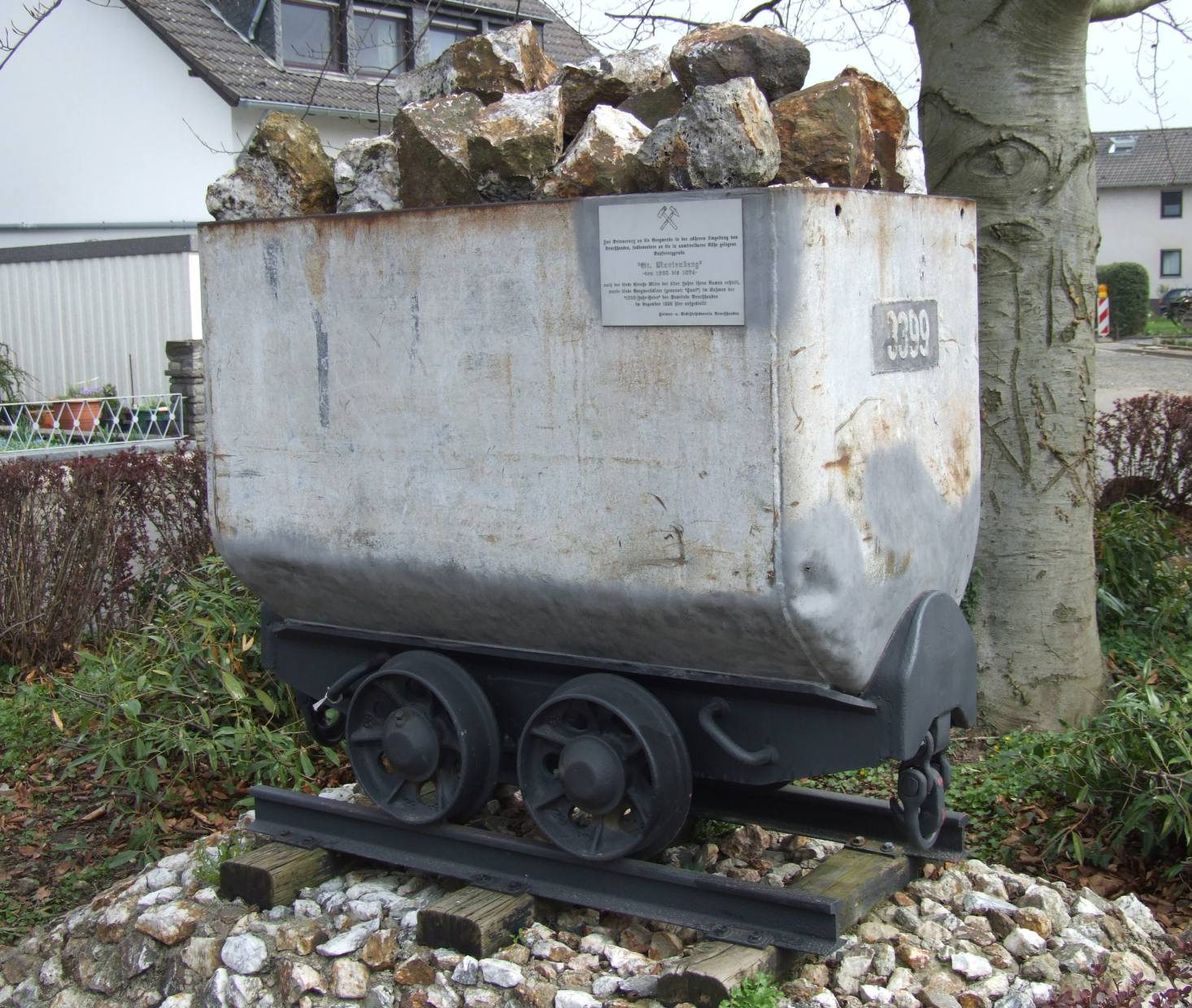
Бруххаузен

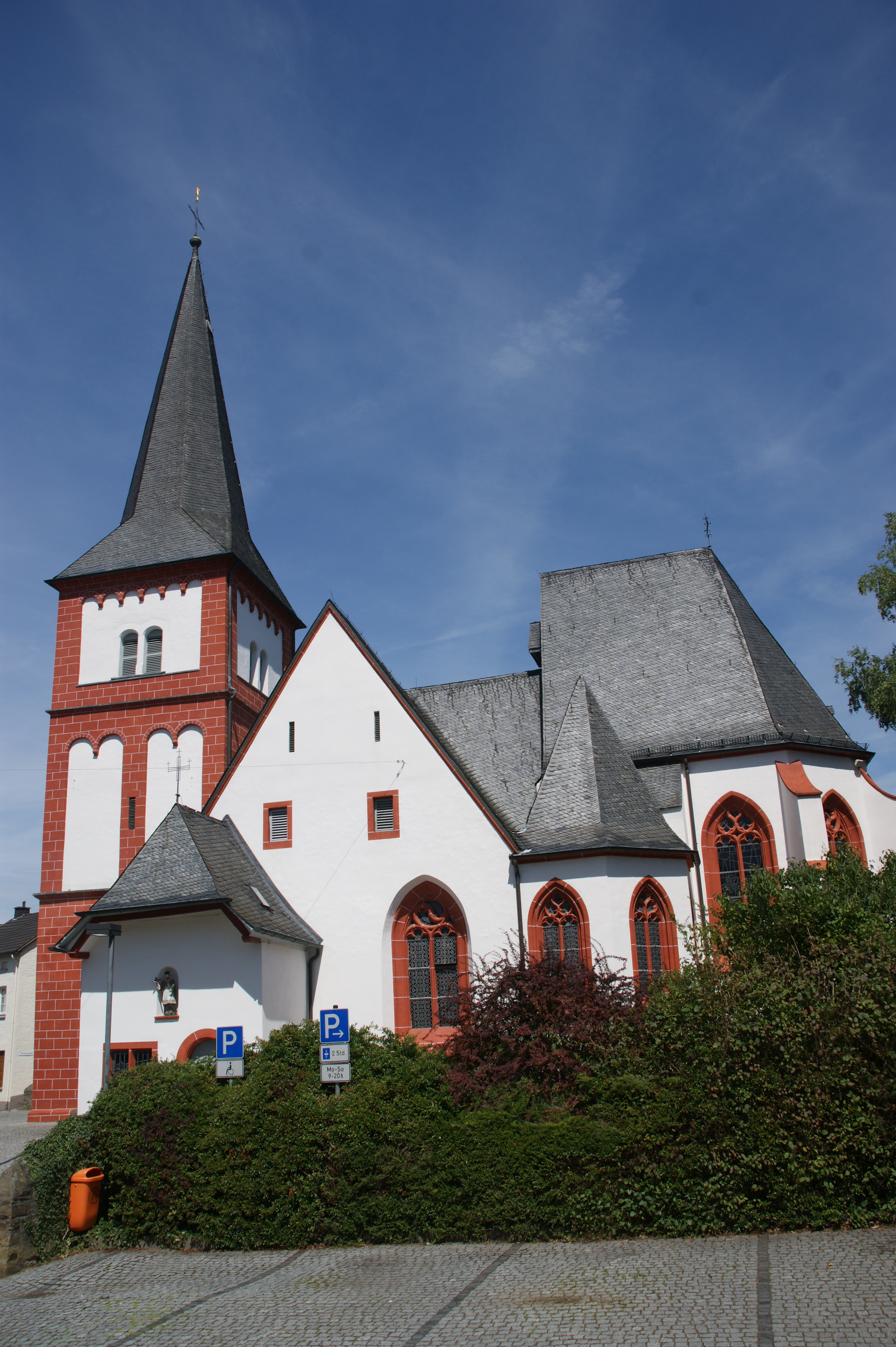
Бруххаузен